# Pietro Labruzzi
Pietro Labruzzi (ur. w 1738 w Rzymie, zm. 13 lutego 1805 tamże) – włoski artysta malarz, związany głównie z Rzymem i Polską, malarz nadworny króla Stanisława Augusta Poniatowskiego.

## Życiorys
Najstarszy syn Giacomo Romano i Teresy Folli, jego wykształcenie artystyczne pozostaje niejasne. Wykonał liczne obrazy, w tym ołtarzowe, dla kościołów rzymskich, np. Adoracja pasterzy (1793, Kościół Najświętszych Imion Jezusa i Maryi przy Via Lata), serię obrazów do katedry w Spoleto: Błogosławiony Grzegorz pustelnik (około 1790), Zesłanie manny (około 1791), Eliasz i anioł (około 1791), Ofiara Melchizedeka (około 1795) i Ofiara Izaaka (Około 1796). Dla katedry w Tivoli namalował portret Piusa VII (1800). Jego dziełem są liczne portrety znanych osobistości (np. Giambattista Piranesi, Vincenzo Pacetti (1779), William Hadfield ok. 1780). Został przyjęty do Accademia dei Virtuosi al Pantheon w 1780. Od lat 1750 często przebywał w Warszawie, gdzie był zatrudniony jako malarz nadworny króla Stanisława Augusta Poniatowskiego; portretował polskich arystokratów..